# Roman Micnas
Roman Micnas (ur. 4 listopada 1947 w Nowicach, zm. 13 stycznia 2022) – polski fizyk, profesor nauk fizycznych, od 1994 członek korespondent PAN, specjalizował się w fizyce teoretycznej oraz fizyce materii skondensowanej (teoria magnetyzmu, silnie skorelowane układy elektronowe, nadprzewodnictwo wysokotemperaturowe, przemiany fazowe i zjawiska krytyczne), nauczyciel akademicki Uniwersytetu im. Adama Mickiewicza w Poznaniu. Opracował teorię nadprzewodnictwa układów z lokalnym parowaniem elektronów.

## Życiorys
Studia z fizyki ukończył na poznańskim UAM w 1970, gdzie następnie został zatrudniony i zdobywał kolejne awanse akademickie. Doktoryzował się w 1978, a habilitację otrzymał w 1988. Tytuł naukowy profesora nauk fizycznych został mu nadany w 1990 roku.
Na macierzystym Wydziale Fizyki UAM pracował jako profesor zwyczajny i kierownik Zakładu Teorii Ciała Stałego. Prowadził zajęcia z teorii wielu cząstek. W ramach wydziału pełnił funkcję prodziekana ds. naukowych (1999–2002) oraz kierownika studium doktoranckiego (1991–2002).
Był członkiem Polskiego Towarzystwa Fizycznego, European Physical Society, American Physical Society, American Association for Advancement of Science oraz członkiem korespondentem PAN (od 1994, oddział PAN w Poznaniu, Komitet Fizyki). Od 2009 pełnił funkcję przewodniczącego rady naukowej Instytutu Fizyki Molekularnej PAN.  Od 2015 był dziekanem Wydziału III Nauk Ścisłych i Nauk o Ziemi PAN. W 2016 został członkiem rzeczywistym PAN. 
Swoje prace publikował m.in. w "Physical Review", "Journal of Physics: Condensed Matter", "Reviews of Modern Physics" oraz "Physica". Wielokrotnie pełnił funkcję przewodniczącego The European Conference „Physics of Magnetism”.